# Interlands voetbalelftal Sovjet-Unie 1980-1989
Deze pagina toont een chronologisch en gedetailleerd overzicht van de interlands die het voetbalelftal van de Sovjet-Unie heeft gespeeld in de periode 1980 – 1989.

## Interlands

### 1980
|                                                                       |                      |       |                                                                   |                                                                                                 |
| 26 maart Vriendschappelijk № 264 «onderlinge duels» 18:00 uur (UTC+2) | Bulgarije            | 1 – 3 | Sovjet-Unie                                                       | Vasil Levski Nationaal Stadion, Sofia Toeschouwers: 5.000 Scheidsrechter: Klaus Scheurell (DDR) |
| 26 maart Vriendschappelijk № 264 «onderlinge duels» 18:00 uur (UTC+2) | Chavdar Tsvetkov 18' |       | 20' Fjodor Tsjerenkov 60' Revaz Tsjelebadze 65' Revaz Tsjelebadze | Vasil Levski Nationaal Stadion, Sofia Toeschouwers: 5.000 Scheidsrechter: Klaus Scheurell (DDR) |

|                                                                       |                   |       | |                                                                             |
| 29 april Vriendschappelijk № 265 «onderlinge duels» 19:00 uur (UTC+2) | Zweden            | 1 – 5 | Sovjet-Unie                                                                                                  | Malmö Stadion, Malmö Toeschouwers: 10.613 Scheidsrechter: Clive White (ENG) |
| 29 april Vriendschappelijk № 265 «onderlinge duels» 19:00 uur (UTC+2) | Mats Nordgren 24' |       | 7' Sergey Andreyev 17' Joeri Gavrilov 25' Sergey Andreyev 39' (pen.) Revaz Tsjelebadze 85' Nikolay Fedorenko | Malmö Stadion, Malmö Toeschouwers: 10.613 Scheidsrechter: Clive White (ENG) |

|                                                                     |                       |       |           |                                                                                      |
| 23 mei Vriendschappelijk № 266 «onderlinge duels» 19:00 uur (UTC+3) | Sovjet-Unie           | 1 – 0 | Frankrijk | Centraal Leninstadion, Moskou Toeschouwers: 55.000 Scheidsrechter: Sandor Kuti (HUN) |
| 23 mei Vriendschappelijk № 266 «onderlinge duels» 19:00 uur (UTC+3) | Fjodor Tsjerenkov 85' |       |           | Centraal Leninstadion, Moskou Toeschouwers: 55.000 Scheidsrechter: Sandor Kuti (HUN) |

|                                                                      |                                    |       |                                           |                                                                                    |
| 15 juni Vriendschappelijk № 267 «onderlinge duels» 17:00 uur (UTC−3) | Brazilië                           | 1 – 2 | Sovjet-Unie                               | Maracanã, Rio de Janeiro Toeschouwers: 61.526 Scheidsrechter: Arnaldo Coelho (BRA) |
| 15 juni Vriendschappelijk № 267 «onderlinge duels» 17:00 uur (UTC−3) | Joao Batista de Oliveira Nunes 28' |       | 32' Fjodor Tsjerenkov 38' Sergey Andreyev | Maracanã, Rio de Janeiro Toeschouwers: 61.526 Scheidsrechter: Arnaldo Coelho (BRA) |

|                                                                      |                                           |       |            |                                                                                            |
| 12 juli Vriendschappelijk № 268 «onderlinge duels» 18:00 uur (UTC+3) | Sovjet-Unie                               | 2 – 0 | Denemarken | Centraal Leninstadion, Moskou Toeschouwers: 45.000 Scheidsrechter: Velichko Tsonchev (BUL) |
| 12 juli Vriendschappelijk № 268 «onderlinge duels» 18:00 uur (UTC+3) | Fjodor Tsjerenkov 58' Valeri Gazzajev 76' |       |            | Centraal Leninstadion, Moskou Toeschouwers: 45.000 Scheidsrechter: Velichko Tsonchev (BUL) |

|                                                                          |                   |       |                                                                                  |                                                                                 |
| 27 augustus Vriendschappelijk № 269 «onderlinge duels» 20:00 uur (UTC+2) | Hongarije         | 1 – 4 | Sovjet-Unie                                                                      | Népstadion, Boedapest Toeschouwers: 12.000 Scheidsrechter: Milorad Vlajić (YUG) |
| 27 augustus Vriendschappelijk № 269 «onderlinge duels» 20:00 uur (UTC+2) | József Pásztor 2' |       | 33' Oleh Blochin 43' Tengiz Soelakvelidze 81' Leonid Boerjak 85' Sergej Rodionov | Népstadion, Boedapest Toeschouwers: 12.000 Scheidsrechter: Milorad Vlajić (YUG) |

|                                                                       |                    |       |                                        |                                                                                       |
| 3 september WK 1982 kwalificatie № 270 «onderlinge duels» 18:30 (UTC) | IJsland            | 1 – 2 | Sovjet-Unie                            | Laugardalsvöllur, Reykjavik Toeschouwers: 4.190 Scheidsrechter: Thomas Donnelly (NIR) |
| 3 september WK 1982 kwalificatie № 270 «onderlinge duels» 18:30 (UTC) | Árni Sveinsson 75' |       | 35' Joeri Gavrilov 80' Sergej Andrejev | Laugardalsvöllur, Reykjavik Toeschouwers: 4.190 Scheidsrechter: Thomas Donnelly (NIR) |

|                                                                        |                                                                                         |       |         |                                                                                              |
| 15 oktober WK 1982 kwalificatie № 271 «onderlinge duels» 19:00 (UTC+3) | Sovjet-Unie                                                                             | 5 – 0 | IJsland | Centraal Leninstadion, Moskou Toeschouwers: 21.000 Scheidsrechter: Aleksander Suchanek (POL) |
| 15 oktober WK 1982 kwalificatie № 271 «onderlinge duels» 19:00 (UTC+3) | Sergej Andrejev 9' Choren Oganesjan 39' (58) Sergej Andrejev 78' Volodymyr Bezsonov 84' |       |         | Centraal Leninstadion, Moskou Toeschouwers: 21.000 Scheidsrechter: Aleksander Suchanek (POL) |

|                                                       |                    |       |                         |                                                                                                   |
| 4 december Vriendschappelijk № 272 «onderlinge duels» | Argentinië         | 1 – 1 | Sovjet-Unie             | Estadio José María Minella, Mar del Plata Toeschouwers: 45.000 Scheidsrechter: Jorge Romero (ARG) |
| 4 december Vriendschappelijk № 272 «onderlinge duels» | Diego Maradona 19' |       | 21' Choren Hovhannesjan | Estadio José María Minella, Mar del Plata Toeschouwers: 45.000 Scheidsrechter: Jorge Romero (ARG) |

### 1981
|                                                                        |       |       |             |                                                                                    |
| 30 mei WK 1982 kwalificatie № 273 «onderlinge duels» 15:00 uur (UTC+1) | Wales | 0 – 0 | Sovjet-Unie | Racecourse Ground, Wrexham Toeschouwers: 29.366 Scheidsrechter: Bruno Galler (SUI) |
| 30 mei WK 1982 kwalificatie № 273 «onderlinge duels» 15:00 uur (UTC+1) |       |       |             | Racecourse Ground, Wrexham Toeschouwers: 29.366 Scheidsrechter: Bruno Galler (SUI) |

|                                                                              |                                                                                      |       |         |                                                                                            |
| 23 september WK 1982 kwalificatie № 274 «onderlinge duels» 18:00 uur (UTC+4) | Sovjet-Unie                                                                          | 4 – 0 | Turkije | Centraal Leninstadion, Moskou Toeschouwers: 41.500 Scheidsrechter: Damir Matovinovič (YUG) |
| 23 september WK 1982 kwalificatie № 274 «onderlinge duels» 18:00 uur (UTC+4) | Aleksandre Tsjivadze 4' Anatoli Demjanenko 20' Oleh Blochin 26' Ramaz Shengeliya 49' |       |         | Centraal Leninstadion, Moskou Toeschouwers: 41.500 Scheidsrechter: Damir Matovinovič (YUG) |

|                                                                           |         |                                                        |             |                                                                                         |
| 7 oktober WK 1982 kwalificatie № 275 «onderlinge duels» 18:00 uur (UTC+3) | Turkije | 0 – 3                                                  | Sovjet-Unie | İzmir Atatürkstadion, İzmir Toeschouwers: 6.215 Scheidsrechter: Walter Eschweiler (FRG) |
| 7 oktober WK 1982 kwalificatie № 275 «onderlinge duels» 18:00 uur (UTC+3) |         | 17' Ramaz Shengeliya 38' Oleh Blochin 54' Oleh Blochin |             | İzmir Atatürkstadion, İzmir Toeschouwers: 6.215 Scheidsrechter: Walter Eschweiler (FRG) |

|                                                                            |                                           |       |                   |                                                                                  |
| 28 oktober WK 1982 kwalificatie № 276 «onderlinge duels» 19:00 uur (UTC+4) | Sovjet-Unie                               | 2 – 0 | Tsjecho-Slowakije | Dinamostadion, Tbilisi Toeschouwers: 75.000 Scheidsrechter: Michel Vautrot (FRA) |
| 28 oktober WK 1982 kwalificatie № 276 «onderlinge duels» 19:00 uur (UTC+4) | Ramaz Shengeliya 28' Ramaz Shengeliya 46' |       |                   | Dinamostadion, Tbilisi Toeschouwers: 75.000 Scheidsrechter: Michel Vautrot (FRA) |

|                                                           |                                                            |       |       |                                                                              |
| 18 november WK 1982 kwalificatie № 277 «onderlinge duels» | Sovjet-Unie                                                | 3 – 0 | Wales | Dinamostadium, Tbilisi Toeschouwers: 80.000 Scheidsrechter: Jan Keizer (NED) |
| 18 november WK 1982 kwalificatie № 277 «onderlinge duels» | Vitaliy Daraseliya 13' Oleh Blochin 18' Joeri Gavrilov 64' |       |       | Dinamostadium, Tbilisi Toeschouwers: 80.000 Scheidsrechter: Jan Keizer (NED) |

|                                                                             |                       |       |                  |                                                                                 |
| 29 november WK 1982 kwalificatie № 278 «onderlinge duels» 16:00 uur (UTC+1) | Tsjecho-Slowakije     | 1 – 1 | Sovjet-Unie      | Tehelné pole, Bratislava Toeschouwers: 47.050 Scheidsrechter: Clive White (ENG) |
| 29 november WK 1982 kwalificatie № 278 «onderlinge duels» 16:00 uur (UTC+1) | Rostislav Vojáček 34' |       | 14' Oleh Blochin | Tehelné pole, Bratislava Toeschouwers: 47.050 Scheidsrechter: Clive White (ENG) |

### 1982
|                                                                       |             |                                          |             | |
| 10 maart Vriendschappelijk № 279 «onderlinge duels» 15:15 uur (UTC+2) | Griekenland | 0 – 2                                    | Sovjet-Unie | Nea Filadelfiastadion, Nea Filadelfeia Toeschouwers: 8.000 Scheidsrechter: Jean-Marie Macheret (SUI) |
| 10 maart Vriendschappelijk № 279 «onderlinge duels» 15:15 uur (UTC+2) |             | 39' Fjodor Tsjerenkov 50' Leonid Boerjak |             | Nea Filadelfiastadion, Nea Filadelfeia Toeschouwers: 8.000 Scheidsrechter: Jean-Marie Macheret (SUI) |

|                                                     |                          |       |                         |                                                                                            |
| 14 april Vriendschappelijk № 280 «onderlinge duels» | Argentinië               | 1 – 1 | Sovjet-Unie             | Estadio Monumental, Buenos Aires Toeschouwers: 60.000 Scheidsrechter: Romualdo Filho (BRA) |
| 14 april Vriendschappelijk № 280 «onderlinge duels» | Roberto Osvaldo Diaz 42' |       | 69' Choren Hovhannesjan | Estadio Monumental, Buenos Aires Toeschouwers: 60.000 Scheidsrechter: Romualdo Filho (BRA) |

|                                                                |                      |       |     |                                                                                      |
| 5 mei Vriendschappelijk № 281 «onderlinge duels» 19:00 (UTC+4) | Sovjet-Unie          | 1 – 0 | DDR | Centraal Leninstadion, Moskou Toeschouwers: 39.000 Scheidsrechter: Miklos Nagy (HUN) |
| 5 mei Vriendschappelijk № 281 «onderlinge duels» 19:00 (UTC+4) | Ramaz Sjengelija 29' |       |     | Centraal Leninstadion, Moskou Toeschouwers: 39.000 Scheidsrechter: Miklos Nagy (HUN) |

|                                                                     |                   |       |                  |                                                                                 |
| 3 juni Vriendschappelijk № 282 «onderlinge duels» 19:00 uur (UTC+2) | Zweden            | 1 – 1 | Sovjet-Unie      | Råsundastadion, Solna Toeschouwers: 12.739 Scheidsrechter: Torben Månsson (DEN) |
| 3 juni Vriendschappelijk № 282 «onderlinge duels» 19:00 uur (UTC+2) | Björn Nilsson 85' |       | 50' Oleh Blochin | Råsundastadion, Solna Toeschouwers: 12.739 Scheidsrechter: Torben Månsson (DEN) |

| Wereldkampioenschap voetbal 1982 |
| -------------------------------- |

|                                                                    |                       |       |             | |
| 14 juni WK 1982 Groep F № 283 «onderlinge duels» 21:00 uur (UTC+2) | Brazilië              | 2 – 1 | Sovjet-Unie | Estadio Ramón Sánchez Pizjuán, Sevilla Toeschouwers: 68.000 Scheidsrechter: Augusto Lamo Castillo (ESP) |
| 14 juni WK 1982 Groep F № 283 «onderlinge duels» 21:00 uur (UTC+2) | Sócrates 75' Éder 87' |       | 34' Bal     | Estadio Ramón Sánchez Pizjuán, Sevilla Toeschouwers: 68.000 Scheidsrechter: Augusto Lamo Castillo (ESP) |

|                                                                    |               |                                                         |             |                                                                                         |
| 19 juni WK 1982 Groep F № 284 «onderlinge duels» 21:00 uur (UTC+2) | Nieuw-Zeeland | 0 – 3                                                   | Sovjet-Unie | Estadio La Rosaleda, Málaga Toeschouwers: 19.000 Scheidsrechter: Youssef El Ghoul (LBY) |
| 19 juni WK 1982 Groep F № 284 «onderlinge duels» 21:00 uur (UTC+2) |               | 24' Joeri Gavrilov 48' Oleh Blochin 68' Sergey Baltacha |             | Estadio La Rosaleda, Málaga Toeschouwers: 19.000 Scheidsrechter: Youssef El Ghoul (LBY) |

|                                                                    |                                              |       |                                   |                                                                                       |
| 22 juni WK 1982 Groep F № 457 «onderlinge duels» 21:00 uur (UTC+2) | Sovjet-Unie                                  | 2 – 2 | Schotland                         | Estadio La Rosaleda, Málaga Toeschouwers: 45.000 Scheidsrechter: Nicolae Rainea (ROU) |
| 22 juni WK 1982 Groep F № 457 «onderlinge duels» 21:00 uur (UTC+2) | Aleksandre Tsjivadze 60' Ramaz Sjengelia 84' |       | 15' Joe Jordan 87' Graeme Souness | Estadio La Rosaleda, Málaga Toeschouwers: 45.000 Scheidsrechter: Nicolae Rainea (ROU) |

|                                                                   |        |                         |             |                                                                               |
| 1 juli WK 1982 Groep 1 № 286 «onderlinge duels» 21:00 uur (UTC+2) | België | 0 – 1                   | Sovjet-Unie | Camp Nou, Barcelona Toeschouwers: 45.000 Scheidsrechter: Michel Vautrot (FRA) |
| 1 juli WK 1982 Groep 1 № 286 «onderlinge duels» 21:00 uur (UTC+2) |        | 48' Choren Hovhannesjan |             | Camp Nou, Barcelona Toeschouwers: 45.000 Scheidsrechter: Michel Vautrot (FRA) |

|                                                               |       |       |             |                                                                              |
| 4 juli WK 1982 Groep 1 № 287 «onderlinge duels» 21:00 (UTC+2) | Polen | 0 – 0 | Sovjet-Unie | Camp Nou, Barcelona Toeschouwers: 65.000 Scheidsrechter: Bob Valentine (SCO) |
| 4 juli WK 1982 Groep 1 № 287 «onderlinge duels» 21:00 (UTC+2) |       |       |             | Camp Nou, Barcelona Toeschouwers: 65.000 Scheidsrechter: Bob Valentine (SCO) |

|  |  |  |  |  |  |  |  |  |

|                                                                            |                                         |       |         |                                                                                        |
| 13 oktober EK 1984 kwalificatie № 288 «onderlinge duels» 19:00 uur (UTC+3) | Sovjet-Unie                             | 2 – 0 | Finland | Centraal Leninstadion, Moskou Toeschouwers: 18.000 Scheidsrechter: Jacob Baumann (SUI) |
| 13 oktober EK 1984 kwalificatie № 288 «onderlinge duels» 19:00 uur (UTC+3) | Serhij Baltatsja 2' Sergei Andreyev 59' |       |         | Centraal Leninstadion, Moskou Toeschouwers: 18.000 Scheidsrechter: Jacob Baumann (SUI) |

### 1983
|                                                                   |                    |       |                       |                                                                                     |
| 23 maart Vriendschappelijk № 289 «onderlinge duels» 20:30 (UTC+1) | Frankrijk          | 1 – 1 | Sovjet-Unie           | Parc des Princes, Parijs Toeschouwers: 40.908 Scheidsrechter: George Courtney (ENG) |
| 23 maart Vriendschappelijk № 289 «onderlinge duels» 20:30 (UTC+1) | Luis Fernández 42' |       | 28' Fjodor Tsjerenkov | Parc des Princes, Parijs Toeschouwers: 40.908 Scheidsrechter: George Courtney (ENG) |

|                                                                       |             |                  |             |                                                                                                   |
| 13 april Vriendschappelijk № 290 «onderlinge duels» 20:30 uur (UTC+2) | Zwitserland | 0 – 1            | Sovjet-Unie | Stade Olympique de la Pontaise, Lausanne Toeschouwers: 18.000 Scheidsrechter: Gérard Biguet (FRA) |
| 13 april Vriendschappelijk № 290 «onderlinge duels» 20:30 uur (UTC+2) |             | 38' Oleh Blochin |             | Stade Olympique de la Pontaise, Lausanne Toeschouwers: 18.000 Scheidsrechter: Gérard Biguet (FRA) |

|                                                                          | |       |          |                                                                                       |
| 27 april EK 1984 kwalificatie № 291 «onderlinge duels» 19:00 uur (UTC+4) | Sovjet-Unie                                                                                                 | 5 – 0 | Portugal | Centraal Leninstadion, Moskou Toeschouwers: 82.114 Scheidsrechter: John Hunting (ENG) |
| 27 april EK 1984 kwalificatie № 291 «onderlinge duels» 19:00 uur (UTC+4) | Fjodor Tsjerenkov 16' Sergej Rodionov 40' Anatoli Demjanenko 53' Fjodor Tsjerenkov 65' Nikolay Larionov 86' |       |          | Centraal Leninstadion, Moskou Toeschouwers: 82.114 Scheidsrechter: John Hunting (ENG) |

|                                                                     |                                      |       |                                      |                                                                                     |
| 17 mei Vriendschappelijk № 292 «onderlinge duels» 19:30 uur (UTC+2) | Oostenrijk                           | 2 – 2 | Sovjet-Unie                          | Prater-Stadion, Wenen Toeschouwers: 15.000 Scheidsrechter: Ulrich Nyffenegger (SUI) |
| 17 mei Vriendschappelijk № 292 «onderlinge duels» 19:30 uur (UTC+2) | Felix Gasselich 28' Bruno Pezzey 90' |       | 35' Sergej Rodionov 62' Oleh Blochin | Prater-Stadion, Wenen Toeschouwers: 15.000 Scheidsrechter: Ulrich Nyffenegger (SUI) |

|                                                                    |                     |       |                         |                                                                                 |
| 22 mei EK 1984 kwalificatie № 293 «onderlinge duels» 17:00 (UTC+2) | Polen               | 1 – 1 | Sovjet-Unie             | Śląskistadion, Chorzów Toeschouwers: 75.000 Scheidsrechter: Luigi Agnolin (ITA) |
| 22 mei EK 1984 kwalificatie № 293 «onderlinge duels» 17:00 (UTC+2) | Zbigniew Boniek 19' |       | 64' (ed) Roman Wójcicki | Śląskistadion, Chorzów Toeschouwers: 75.000 Scheidsrechter: Luigi Agnolin (ITA) |

|                                                                    |         |                  |             |                                                                                      |
| 1 juni EK 1984 kwalificatie № 294 «onderlinge duels» 19:00 (UTC+3) | Finland | 0 – 1            | Sovjet-Unie | Olympisch Stadion, Helsinki Toeschouwers: 16.966 Scheidsrechter: Dušan Krchnák (TCH) |
| 1 juni EK 1984 kwalificatie № 294 «onderlinge duels» 19:00 (UTC+3) |         | 75' Oleh Blochin |             | Olympisch Stadion, Helsinki Toeschouwers: 16.966 Scheidsrechter: Dušan Krchnák (TCH) |

|                                                                  |                     |       |                                                              |                                                                                   |
| 26 juli Vriendschappelijk № 295 «onderlinge duels» 20:00 (UTC+2) | DDR                 | 1 – 3 | Sovjet-Unie                                                  | Zentralstadion, Leipzig Toeschouwers: 70.000 Scheidsrechter: Károly Palotai (HUN) |
| 26 juli Vriendschappelijk № 295 «onderlinge duels» 20:00 (UTC+2) | Joachim Streich 23' |       | 10' Oleh Blochin 36' Choren Oganesjan 68' Vadim Jevtoesjenko | Zentralstadion, Leipzig Toeschouwers: 70.000 Scheidsrechter: Károly Palotai (HUN) |

|                                                                       |                                         |       |       |                                                                                     |
| 9 oktober EK 1984 kwalificatie № 296 «onderlinge duels» 17:00 (UTC+3) | Sovjet-Unie                             | 2 – 0 | Polen | Centraal Leninstadion, Moskou Toeschouwers: 72.500 Scheidsrechter: Jan Keizer (NED) |
| 9 oktober EK 1984 kwalificatie № 296 «onderlinge duels» 17:00 (UTC+3) | Anatoli Demjanenko 10' Oleh Blochin 62' |       |       | Centraal Leninstadion, Moskou Toeschouwers: 72.500 Scheidsrechter: Jan Keizer (NED) |

|                                                                           |                       |       |             |                                                                                     |
| 13 november EK 1984 kwalificatie № 297 «onderlinge duels» 15:00 uur (UTC) | Portugal              | 1 – 0 | Sovjet-Unie | Estádio da Luz, Lissabon Toeschouwers: 32.243 Scheidsrechter: Georges Konrath (FRA) |
| 13 november EK 1984 kwalificatie № 297 «onderlinge duels» 15:00 uur (UTC) | Rui Jordão 42' (pen.) |       |             | Estádio da Luz, Lissabon Toeschouwers: 32.243 Scheidsrechter: Georges Konrath (FRA) |

### 1984
|                                                                       |                                   |       |                         |                                                                                         |
| 28 maart Vriendschappelijk № 298 «onderlinge duels» 20:15 uur (UTC+2) | West-Duitsland                    | 2 – 1 | Sovjet-Unie             | Niedersachsenstadion, Hannover Toeschouwers: 45.000 Scheidsrechter: Yusuf Namoğlu (TUR) |
| 28 maart Vriendschappelijk № 298 «onderlinge duels» 20:15 uur (UTC+2) | Rudi Völler 8' Andreas Brehme 89' |       | 5' Hennadii Lytovchenko | Niedersachsenstadion, Hannover Toeschouwers: 45.000 Scheidsrechter: Yusuf Namoğlu (TUR) |

|                                                                 |                   |       |                                                                |                                                                                       |
| 15 mei Vriendschappelijk № 299 «onderlinge duels» 18:00 (UTC+3) | Finland           | 1 – 3 | Sovjet-Unie                                                    | Kouvolan Keskuskenttä, Kouvola Toeschouwers: 6.700 Scheidsrechter: Torbjørn Aas (NOR) |
| 15 mei Vriendschappelijk № 299 «onderlinge duels» 18:00 (UTC+3) | Jari Rantanen 54' |       | 14' Sergej Rodionov 37' Aleksandr Tsjivadze 90' Oleg Protassov | Kouvolan Keskuskenttä, Kouvola Toeschouwers: 6.700 Scheidsrechter: Torbjørn Aas (NOR) |

|                                                                     |          |                                         |             |                                                                                   |
| 2 juni Vriendschappelijk № 300 «onderlinge duels» 15:00 uur (UTC+1) | Engeland | 0 – 2                                   | Sovjet-Unie | Wembley Stadium, Londen Toeschouwers: 38.125 Scheidsrechter: Michel Vautrot (FRA) |
| 2 juni Vriendschappelijk № 300 «onderlinge duels» 15:00 uur (UTC+1) |          | 55' Sjarhej Hotsmanov 89' Oleh Protasov |             | Wembley Stadium, Londen Toeschouwers: 38.125 Scheidsrechter: Michel Vautrot (FRA) |

|                                                                          |                                                          |       |        |                                                                                       |
| 19 augustus Vriendschappelijk № 301 «onderlinge duels» 19:00 uur (UTC+4) | Sovjet-Unie                                              | 3 – 0 | Mexico | Kirovstadion, Sint-Petersburg Toeschouwers: 61.000 Scheidsrechter: Bernd Stumpf (DDR) |
| 19 augustus Vriendschappelijk № 301 «onderlinge duels» 19:00 uur (UTC+4) | Sergej Rodionov 12' Sergej Rodionov 79' Oleh Blochin 82' |       |        | Kirovstadion, Sint-Petersburg Toeschouwers: 61.000 Scheidsrechter: Bernd Stumpf (DDR) |

|                                                                              |                  |       |             |                                                                              |
| 12 september WK 1986 kwalificatie № 302 «onderlinge duels» 18:00 uur (UTC+1) | Ierland          | 1 – 0 | Sovjet-Unie | Lansdowne Road, Dublin Toeschouwers: 27.070 Scheidsrechter: Jan Keizer (NED) |
| 12 september WK 1986 kwalificatie № 302 «onderlinge duels» 18:00 uur (UTC+1) | Mickey Walsh 64' |       |             | Lansdowne Road, Dublin Toeschouwers: 27.070 Scheidsrechter: Jan Keizer (NED) |

|                                                                            |                             |       |                          |                                                                              |
| 10 oktober WK 1986 kwalificatie № 303 «onderlinge duels» 19:00 uur (UTC+1) | Noorwegen                   | 1 – 1 | Sovjet-Unie              | Ullevaalstadion, Oslo Toeschouwers: 13.798 Scheidsrechter: Volker Roth (FRG) |
| 10 oktober WK 1986 kwalificatie № 303 «onderlinge duels» 19:00 uur (UTC+1) | Hallvar Thoresen 55' (pen.) |       | 74' Hennadii Lytovchenko | Ullevaalstadion, Oslo Toeschouwers: 13.798 Scheidsrechter: Volker Roth (FRG) |

### 1985
|                                                            |                              |       |                                                                   |                                                                                              |
| 21 januari Nehru Cup 1985 Groep B № 304 «onderlinge duels» | China                        | 2 – 3 | Sovjet-Unie                                                       | Maharaja College Stadium, Kochi Toeschouwers: 60.000 Scheidsrechter: Syed Shahid Hakim (IND) |
| 21 januari Nehru Cup 1985 Groep B № 304 «onderlinge duels» | Mai Thao 67' WEI Kei Sin 72' |       | 2' Sergey Stukashov 25' Hennadii Lytovchenko 70' Sergey Stukashov | Maharaja College Stadium, Kochi Toeschouwers: 60.000 Scheidsrechter: Syed Shahid Hakim (IND) |

|                                                            |                      |       |                                                |                                                                                             |
| 25 januari Nehru Cup 1985 Groep B № 448 «onderlinge duels» | Sovjet-Unie          | 1 – 2 | Joegoslavië                                    | Maharaja College Stadium, Kochi Toeschouwers: 60.000 Scheidsrechter: Park Hee-Charang (KOR) |
| 25 januari Nehru Cup 1985 Groep B № 448 «onderlinge duels» | Nikolay Larionov 11' |       | 17' (pen.) Faruk Hadžibegić 84' Zlatko Vujović | Maharaja College Stadium, Kochi Toeschouwers: 60.000 Scheidsrechter: Park Hee-Charang (KOR) |

|                                                            |      |                                            |             |                                                                                            |
| 28 januari Nehru Cup 1985 Groep B № 306 «onderlinge duels» | Iran | 0 – 2                                      | Sovjet-Unie | Maharaja College Stadium, Kochi Toeschouwers: 60.000 Scheidsrechter: Florian Sanches (IND) |
| 28 januari Nehru Cup 1985 Groep B № 306 «onderlinge duels» |      | 48' Andrej Zygmantovitsj 79' Oleh Protasov |             | Maharaja College Stadium, Kochi Toeschouwers: 60.000 Scheidsrechter: Florian Sanches (IND) |

|                                                                 |         |                      |             |                                                                                             |
| 2 februari Nehru Cup 1985 Halve finale № 307 «onderlinge duels» | Marokko | 0 – 1                | Sovjet-Unie | Maharaja College Stadium, Kochi Toeschouwers: 60.000 Scheidsrechter: Park Hee-Charang (KOR) |
| 2 februari Nehru Cup 1985 Halve finale № 307 «onderlinge duels» |         | 22' Sergey Dmitriyev |             | Maharaja College Stadium, Kochi Toeschouwers: 60.000 Scheidsrechter: Park Hee-Charang (KOR) |

|                                                           |                                                   |       |                        |                                                                                              |
| 4 februari Nehru Cup 1985 Finale № 308 «onderlinge duels» | Sovjet-Unie                                       | 2 – 1 | Joegoslavië            | Maharaja College Stadium, Kochi Toeschouwers: 55.000 Scheidsrechter: Syed Shahid Hakim (IND) |
| 4 februari Nehru Cup 1985 Finale № 308 «onderlinge duels» | Syarhey Aleynikaw 11' Faruk Hadžibegić 22' (pen.) |       | 55' Georgiy Kondratyev | Maharaja College Stadium, Kochi Toeschouwers: 55.000 Scheidsrechter: Syed Shahid Hakim (IND) |

|                                                                       |                                          |       |            |                                                                                 |
| 27 maart Vriendschappelijk № 309 «onderlinge duels» 20:00 uur (UTC+4) | Sovjet-Unie                              | 2 – 0 | Oostenrijk | Dinamostadion, Tbilisi Toeschouwers: 21.500 Scheidsrechter: Klaus Peschel (DDR) |
| 27 maart Vriendschappelijk № 309 «onderlinge duels» 20:00 uur (UTC+4) | Anatoli Demjanenko 40' Oleh Protasov 48' |       |            | Dinamostadion, Tbilisi Toeschouwers: 21.500 Scheidsrechter: Klaus Peschel (DDR) |

|                                                                          |                                        |       |                                           |                                                                                |
| 17 april WK 1986 kwalificatie № 310 «onderlinge duels» 20:00 uur (UTC+2) | Zwitserland                            | 2 – 2 | Sovjet-Unie                               | Wankdorfstadion, Bern Toeschouwers: 42.432 Scheidsrechter: Bob Valentine (SCO) |
| 17 april WK 1986 kwalificatie № 310 «onderlinge duels» 20:00 uur (UTC+2) | Georges Bregy 43' (pen.) Andy Egli 90' |       | 36' Joeri Gavrilov 80' Anatoli Demjanenko | Wankdorfstadion, Bern Toeschouwers: 42.432 Scheidsrechter: Bob Valentine (SCO) |

|                                                                       |                                                                                   |       |             |                                                                                          |
| 2 mei WK 1986 kwalificatie № 311 «onderlinge duels» 17:00 uur (UTC+4) | Sovjet-Unie                                                                       | 4 – 0 | Zwitserland | Centraal Leninstadion, Moskou Toeschouwers: 94.843 Scheidsrechter: Roger Schoeters (BEL) |
| 2 mei WK 1986 kwalificatie № 311 «onderlinge duels» 17:00 uur (UTC+4) | Oleh Protasov 18' Oleh Protasov 39' Georgiy Kondratyev 44' Georgiy Kondratyev 45' |       |             | Centraal Leninstadion, Moskou Toeschouwers: 94.843 Scheidsrechter: Roger Schoeters (BEL) |

|                                                                        |                                                                                           |       |                                         |                                                                                     |
| 5 juni WK 1986 kwalificatie № 312 «onderlinge duels» 16:00 uur (UTC+2) | Denemarken                                                                                | 4 – 2 | Sovjet-Unie                             | Idrætsparken, Kopenhagen Toeschouwers: 45.700 Scheidsrechter: Horst Brummeier (AUT) |
| 5 juni WK 1986 kwalificatie № 312 «onderlinge duels» 16:00 uur (UTC+2) | Preben Elkjær Larsen 16' Preben Elkjær Larsen 19' Michael Laudrup 61' Michael Laudrup 64' |       | 25' Oleh Protasov 68' Syarhey Gotsmanav | Idrætsparken, Kopenhagen Toeschouwers: 45.700 Scheidsrechter: Horst Brummeier (AUT) |

|                                                                         |                                         |       |          |                                                                                              |
| 7 augustus Vriendschappelijk № 313 «onderlinge duels» 19:00 uur (UTC+4) | Sovjet-Unie                             | 2 – 0 | Roemenië | Centraal Leninstadion, Moskou Toeschouwers: 25.000 Scheidsrechter: Aleksander Suchanek (POL) |
| 7 augustus Vriendschappelijk № 313 «onderlinge duels» 19:00 uur (UTC+4) | Oleh Protasov 47' Fjodor Tsjerenkov 75' |       |          | Centraal Leninstadion, Moskou Toeschouwers: 25.000 Scheidsrechter: Aleksander Suchanek (POL) |

|                                                                          |                          |       |                |                                                                                        |
| 28 augustus Vriendschappelijk № 314 «onderlinge duels» 19:00 uur (UTC+4) | Sovjet-Unie              | 1 – 0 | West-Duitsland | Centraal Leninstadion, Moskou Toeschouwers: 82.000 Scheidsrechter: Arto Ravander (FIN) |
| 28 augustus Vriendschappelijk № 314 «onderlinge duels» 19:00 uur (UTC+4) | Andrej Zygmantovitsj 63' |       |                | Centraal Leninstadion, Moskou Toeschouwers: 82.000 Scheidsrechter: Arto Ravander (FIN) |

|                                                                              |                   |       |            |                                                                                            |
| 25 september WK 1986 kwalificatie № 315 «onderlinge duels» 19:00 uur (UTC+4) | Sovjet-Unie       | 1 – 0 | Denemarken | Centraal Leninstadion, Moskou Toeschouwers: 100.000 Scheidsrechter: Antonis Vassaras (AUT) |
| 25 september WK 1986 kwalificatie № 315 «onderlinge duels» 19:00 uur (UTC+4) | Oleh Protasov 50' |       |            | Centraal Leninstadion, Moskou Toeschouwers: 100.000 Scheidsrechter: Antonis Vassaras (AUT) |

|                                                                            |                                         |       |         |                                                                                        |
| 16 oktober WK 1986 kwalificatie № 316 «onderlinge duels» 19:00 uur (UTC+3) | Sovjet-Unie                             | 2 – 0 | Ierland | Centraal Leninstadion, Moskou Toeschouwers: 99.643 Scheidsrechter: Paolo Casarin (ITA) |
| 16 oktober WK 1986 kwalificatie № 316 «onderlinge duels» 19:00 uur (UTC+3) | Fjodor Tsjerenkov 60' Oleh Protasov 89' |       |         | Centraal Leninstadion, Moskou Toeschouwers: 99.643 Scheidsrechter: Paolo Casarin (ITA) |

|                                                                            |                        |       |           |                                                                                         |
| 30 oktober WK 1986 kwalificatie № 317 «onderlinge duels» 19:00 uur (UTC+3) | Sovjet-Unie            | 1 – 0 | Noorwegen | Centraal Leninstadion, Moskou Toeschouwers: 44.696 Scheidsrechter: Brian McGinlay (SCO) |
| 30 oktober WK 1986 kwalificatie № 317 «onderlinge duels» 19:00 uur (UTC+3) | Georgiy Kondratyev 58' |       |           | Centraal Leninstadion, Moskou Toeschouwers: 44.696 Scheidsrechter: Brian McGinlay (SCO) |

### 1986
|                                                                       |                                  |       |             | |
| 22 januari Vriendschappelijk № 318 «onderlinge duels» 19:30 uur (UTC) | Spanje                           | 2 – 0 | Sovjet-Unie | Estadio Insular, Las Palmas de Gran Canaria Toeschouwers: 12.000 Scheidsrechter: José Rosa dos Santos (POR) |
| 22 januari Vriendschappelijk № 318 «onderlinge duels» 19:30 uur (UTC) | Julio Salinas 25' Eloy Olaya 85' |       |             | Estadio Insular, Las Palmas de Gran Canaria Toeschouwers: 12.000 Scheidsrechter: José Rosa dos Santos (POR) |

|                                                        |                    |       |             |                                                                                       |
| 19 februari Vriendschappelijk № 319 «onderlinge duels» | Mexico             | 1 – 0 | Sovjet-Unie | Aztekenstadion, Mexico-Stad Toeschouwers: 40.000 Scheidsrechter: Marco Dorantes (MEX) |
| 19 februari Vriendschappelijk № 319 «onderlinge duels» | Javier Aguirre 38' |       |             | Aztekenstadion, Mexico-Stad Toeschouwers: 40.000 Scheidsrechter: Marco Dorantes (MEX) |

|                                                                       |             |                  |          |                                                                                      |
| 26 maart Vriendschappelijk № 320 «onderlinge duels» 18:00 uur (UTC+4) | Sovjet-Unie | 0 – 1            | Engeland | Dinamo Stadion, Tbilisi Toeschouwers: 62.000 Scheidsrechter: Velichko Tsonchev (BUL) |
| 26 maart Vriendschappelijk № 320 «onderlinge duels» 18:00 uur (UTC+4) |             | 67' Chris Waddle |          | Dinamo Stadion, Tbilisi Toeschouwers: 62.000 Scheidsrechter: Velichko Tsonchev (BUL) |

|                                                                       |                                       |       |                     |                                                                                       |
| 23 april Vriendschappelijk № 321 «onderlinge duels» 17:00 uur (UTC+3) | Roemenië                              | 2 – 1 | Sovjet-Unie         | 1 mei-stadion, Constanța Toeschouwers: 25.000 Scheidsrechter: Dragiša Komadinić (YUG) |
| 23 april Vriendschappelijk № 321 «onderlinge duels» 17:00 uur (UTC+3) | Gheorghe Hagi 13' Rodion Cămătaru 80' |       | 67' Sergej Rodionov | 1 mei-stadion, Constanța Toeschouwers: 25.000 Scheidsrechter: Dragiša Komadinić (YUG) |

|                                                                |             |       |         |                                                                                          |
| 7 mei Vriendschappelijk № 322 «onderlinge duels» 19:00 (UTC+4) | Sovjet-Unie | 0 – 0 | Finland | Centraal Leninstadion, Moskou Toeschouwers: 38.000 Scheidsrechter: Ştefan Petrescu (ROU) |
| 7 mei Vriendschappelijk № 322 «onderlinge duels» 19:00 (UTC+4) |             |       |         | Centraal Leninstadion, Moskou Toeschouwers: 38.000 Scheidsrechter: Ştefan Petrescu (ROU) |

| Wereldkampioenschap voetbal 1986 |
| -------------------------------- |

|                                                                   | |       |           |                                                                                               |
| 2 juni WK 1986 Groep C № 323 «onderlinge duels» 12:00 uur (UTC−6) | Sovjet-Unie | 6 – 0 | Hongarije | Estadio Sergio León Chávez, Irapuato Toeschouwers: 16.600 Scheidsrechter: Luigi Agnolin (ITA) |
| 2 juni WK 1986 Groep C № 323 «onderlinge duels» 12:00 uur (UTC−6) | Pavel Jakovenko 2' Sjarhej Alejnikaw 4' Ihor Bjelanov 24' (pen.) Ivan Jaremtsjoek 66' László Dajka 73' (e.d.) Sergej Rodionov 80' |       |           | Estadio Sergio León Chávez, Irapuato Toeschouwers: 16.600 Scheidsrechter: Luigi Agnolin (ITA) |

|                                                                   |                    |       |                |                                                                                        |
| 5 juni WK 1986 Groep C № 324 «onderlinge duels» 12:00 uur (UTC−6) | Frankrijk          | 1 – 1 | Sovjet-Unie    | Estadio Nou Camp, León Toeschouwers: 36.540 Scheidsrechter: Romualdo Arppi Filho (BRA) |
| 5 juni WK 1986 Groep C № 324 «onderlinge duels» 12:00 uur (UTC−6) | Luis Fernández 62' |       | 54' Vasyl Rats | Estadio Nou Camp, León Toeschouwers: 36.540 Scheidsrechter: Romualdo Arppi Filho (BRA) |

|                                                                   |                                        |       |        |                                                                                                |
| 9 juni WK 1986 Groep C № 325 «onderlinge duels» 12:00 uur (UTC−6) | Sovjet-Unie                            | 2 – 0 | Canada | Estadio Sergio León Chávez, Irapuato Toeschouwers: 14.200 Scheidsrechter: Idrissa Traoré (MLI) |
| 9 juni WK 1986 Groep C № 325 «onderlinge duels» 12:00 uur (UTC−6) | Oleh Blochin 58' Oleksandr Zavarov 74' |       |        | Estadio Sergio León Chávez, Irapuato Toeschouwers: 14.200 Scheidsrechter: Idrissa Traoré (MLI) |

|                                                                           |                                                               |              |                                                                        |                                                                                    |
| 15 juni WK 1986 Achtste finale № 326 «onderlinge duels» 16:00 uur (UTC−6) | Sovjet-Unie                                                   | 3 – 4 (n.v.) | België                                                                 | Estadio Nou Camp, León Toeschouwers: 32.277 Scheidsrechter: Erik Fredriksson (SWE) |
| 15 juni WK 1986 Achtste finale № 326 «onderlinge duels» 16:00 uur (UTC−6) | Ihor Bjelanov 27' Ihor Bjelanov 70' Ihor Bjelanov 111' (pen.) |              | Enzo Scifo 56' Jan Ceulemans 77' Stéphane Demol 102' Nico Claesen 110' | Estadio Nou Camp, León Toeschouwers: 32.277 Scheidsrechter: Erik Fredriksson (SWE) |

|  |  |  |  |  |  |  |  |  |

|                                                                          |        |       |             |                                                                          |
| 20 augustus Vriendschappelijk № 327 «onderlinge duels» 19:00 uur (UTC+2) | Zweden | 0 – 0 | Sovjet-Unie | Ullevi, Göteborg Toeschouwers: 13.043 Scheidsrechter: Jan Damgaard (DEN) |
| 20 augustus Vriendschappelijk № 327 «onderlinge duels» 19:00 uur (UTC+2) |        |       |             | Ullevi, Göteborg Toeschouwers: 13.043 Scheidsrechter: Jan Damgaard (DEN) |

|                                                                        |                      |       |                          |                                                                                              |
| 24 september EK 1988 kwalificatie № 328 «onderlinge duels» 17:30 (UTC) | IJsland              | 1 – 1 | Sovjet-Unie              | Laugardalsvöllur, Reykjavik Toeschouwers: 6.368 Scheidsrechter: Karl-Josef Assenmacher (BRD) |
| 24 september EK 1988 kwalificatie № 328 «onderlinge duels» 17:30 (UTC) | Arnór Guðjohnsen 31' |       | 45' Tengiz Soelakvelidze | Laugardalsvöllur, Reykjavik Toeschouwers: 6.368 Scheidsrechter: Karl-Josef Assenmacher (BRD) |

|                                                                        |           |                                  |             |                                                                                   |
| 11 oktober EK 1988 kwalificatie № 329 «onderlinge duels» 20:00 (UTC+1) | Frankrijk | 0 – 2                            | Sovjet-Unie | Parc des Princes, Parijs Toeschouwers: 40.496 Scheidsrechter: Paolo Casarin (ITA) |
| 11 oktober EK 1988 kwalificatie № 329 «onderlinge duels» 20:00 (UTC+1) |           | 67' Ihor Bjelanov 73' Vasyl Rats |             | Parc des Princes, Parijs Toeschouwers: 40.496 Scheidsrechter: Paolo Casarin (ITA) |

|                                                                            |                                                                                      |       |           |                                                                                         |
| 29 oktober EK 1988 kwalificatie № 330 «onderlinge duels» 19:00 uur (UTC+3) | Sovjet-Unie                                                                          | 4 – 0 | Noorwegen | RSC Lokomotivstadion, Simferopol Toeschouwers: 26.108 Scheidsrechter: Howard King (WAL) |
| 29 oktober EK 1988 kwalificatie № 330 «onderlinge duels» 19:00 uur (UTC+3) | Hennadii Lytovchenko 25' Ihor Bjelanov 29' Oleh Blochin 33' Vagiz Chidijatoellin 54' |       |           | RSC Lokomotivstadion, Simferopol Toeschouwers: 26.108 Scheidsrechter: Howard King (WAL) |

### 1987
|                                                                        |       |       |             |                                                                                |
| 18 februari Vriendschappelijk № 331 «onderlinge duels» 19:30 uur (UTC) | Wales | 0 – 0 | Sovjet-Unie | Vetch Field, Swansea Toeschouwers: 17.617 Scheidsrechter: Andrew Ritchie (NIR) |
| 18 februari Vriendschappelijk № 331 «onderlinge duels» 19:30 uur (UTC) |       |       |             | Vetch Field, Swansea Toeschouwers: 17.617 Scheidsrechter: Andrew Ritchie (NIR) |

|                                                                       |                       |       |                                                         |                                                                                       |
| 18 april Vriendschappelijk № 332 «onderlinge duels» 16:00 uur (UTC+5) | Sovjet-Unie           | 1 – 3 | Zweden                                                  | Dinamostadion, Tbilisi Toeschouwers: 27.500 Scheidsrechter: Tadeusz Diakonowicz (POL) |
| 18 april Vriendschappelijk № 332 «onderlinge duels» 16:00 uur (UTC+5) | Peter Lönn 68' (e.d.) |       | 63' Anders Limpar 66' Mats Magnusson 70' Mats Magnusson | Dinamostadion, Tbilisi Toeschouwers: 27.500 Scheidsrechter: Tadeusz Diakonowicz (POL) |

|                                                                      |                                         |       |     |                                                                                    |
| 29 april EK 1988 kwalificatie № 333 «onderlinge duels» 19:00 (UTC+4) | Sovjet-Unie                             | 2 – 0 | DDR | Republic Stadium, Kiev Toeschouwers: 76.400 Scheidsrechter: Erik Fredriksson (SWE) |
| 29 april EK 1988 kwalificatie № 333 «onderlinge duels» 19:00 (UTC+4) | Oleksandr Zavarov 41' Ihor Bjelanov 49' |       |     | Republic Stadium, Kiev Toeschouwers: 76.400 Scheidsrechter: Erik Fredriksson (SWE) |

|                                                                        |           |                       |             |                                                                                        |
| 3 juni EK 1988 kwalificatie № 334 «onderlinge duels» 19:00 uur (UTC+2) | Noorwegen | 0 – 1                 | Sovjet-Unie | Ullevaalstadion, Oslo Toeschouwers: 10.473 Scheidsrechter: Marcel Van Langenhove (BEL) |
| 3 juni EK 1988 kwalificatie № 334 «onderlinge duels» 19:00 uur (UTC+2) |           | 16' Oleksandr Zavarov |             | Ullevaalstadion, Oslo Toeschouwers: 10.473 Scheidsrechter: Marcel Van Langenhove (BEL) |

|                                                                          |             |                      |             |                                                                                            |
| 29 augustus Vriendschappelijk № 335 «onderlinge duels» 18:00 uur (UTC+1) | Joegoslavië | 0 – 1                | Sovjet-Unie | Rode Sterstadion, Belgrado Toeschouwers: 15.000 Scheidsrechter: Nedyalko Tahtadzhiev (BUL) |
| 29 augustus Vriendschappelijk № 335 «onderlinge duels» 18:00 uur (UTC+1) |             | 42' Igor Dobrovolski |             | Rode Sterstadion, Belgrado Toeschouwers: 15.000 Scheidsrechter: Nedyalko Tahtadzhiev (BUL) |

|                                                                         |                             |       |                |                                                                                                |
| 9 september EK 1988 kwalificatie № 336 «onderlinge duels» 20:15 (UTC+2) | Sovjet-Unie                 | 1 – 1 | Frankrijk      | Centraal Leninstadion, Moskou Toeschouwers: 86.048 Scheidsrechter: Gerassimos Germanakos (GRE) |
| 9 september EK 1988 kwalificatie № 336 «onderlinge duels» 20:15 (UTC+2) | Oleksij Mychajlytsjenko 77' |       | 13' José Touré | Centraal Leninstadion, Moskou Toeschouwers: 86.048 Scheidsrechter: Gerassimos Germanakos (GRE) |

|                                                                           |                                                             |       |             |                                                                                        |
| 23 september Vriendschappelijk № 337 «onderlinge duels» 18:30 uur (UTC+4) | Sovjet-Unie                                                 | 3 – 0 | Griekenland | Centraal Leninstadion, Moskou Toeschouwers: 10.000 Scheidsrechter: László Molnár (HUN) |
| 23 september Vriendschappelijk № 337 «onderlinge duels» 18:30 uur (UTC+4) | Igor Dobrovolski 25' Oleh Protasov 86' Ivan Jaremtsjoek 88' |       |             | Centraal Leninstadion, Moskou Toeschouwers: 10.000 Scheidsrechter: László Molnár (HUN) |

|                                                                        |                 |       |                      | |
| 10 oktober EK 1988 kwalificatie № 338 «onderlinge duels» 20:00 (UTC+1) | DDR             | 1 – 1 | Sovjet-Unie          | Friedrich-Ludwig-Jahn-Sportpark, Oost-Berlijn Toeschouwers: 19.800 Scheidsrechter: Dušan Krchnak (TCH) |
| 10 oktober EK 1988 kwalificatie № 338 «onderlinge duels» 20:00 (UTC+1) | Ulf Kirsten 44' |       | 80' Sergej Alejnikov | Friedrich-Ludwig-Jahn-Sportpark, Oost-Berlijn Toeschouwers: 19.800 Scheidsrechter: Dušan Krchnak (TCH) |

|                                                                        |                                     |       |         |                                                                                            |
| 28 oktober EK 1988 kwalificatie № 339 «onderlinge duels» 19:00 (UTC+3) | Sovjet-Unie                         | 2 – 0 | IJsland | Lokomotivstadion, Simferopol Toeschouwers: 24.812 Scheidsrechter: Michał Listkiewicz (POL) |
| 28 oktober EK 1988 kwalificatie № 339 «onderlinge duels» 19:00 (UTC+3) | Ihor Bjelanov 15' Oleh Protasov 52' |       |         | Lokomotivstadion, Simferopol Toeschouwers: 24.812 Scheidsrechter: Michał Listkiewicz (POL) |

### 1988
|                                                                          |                                                                                      |       |                          |                                                                                      |
| 20 februari Vriendschappelijk № 340 «onderlinge duels» 15:00 uur (UTC+1) | Italië                                                                               | 4 – 1 | Sovjet-Unie              | Stadio della Vittoria, Bari Toeschouwers: 27.636 Scheidsrechter: Yusuf Namoğlu (TUR) |
| 20 februari Vriendschappelijk № 340 «onderlinge duels» 15:00 uur (UTC+1) | Franco Baresi 7' (pen.) Gianluca Vialli 30' Gianluca Vialli 35' Giuseppe Bergomi 86' |       | 19' Hennadii Lytovchenko | Stadio della Vittoria, Bari Toeschouwers: 27.636 Scheidsrechter: Yusuf Namoğlu (TUR) |

|                                                                       |             |                                                                               |             | |
| 23 maart Vriendschappelijk № 341 «onderlinge duels» 19:30 uur (UTC+2) | Griekenland | 0 – 4                                                                         | Sovjet-Unie | Olympisch Stadion Spyridon Louis, Athene Toeschouwers: 18.000 Scheidsrechter: Manfred Neuner (FRG) |
| 23 maart Vriendschappelijk № 341 «onderlinge duels» 19:30 uur (UTC+2) |             | 2' Oleh Protasov 17' Hennadii Lytovchenko 49' Oleh Protasov 57' Oleh Protasov |             | Olympisch Stadion Spyridon Louis, Athene Toeschouwers: 18.000 Scheidsrechter: Manfred Neuner (FRG) |

|                                                                                          |                                      |       |                                                                                           |                                                                                      |
| 31 maart Vierlandentoernooi 1988 Halve finale № 342 «onderlinge duels» 16:30 uur (UTC+2) | Argentinië                           | 2 – 4 | Sovjet-Unie                                                                               | Olympiastadion, West-Berlijn Toeschouwers: 25.000 Scheidsrechter: Joël Quiniou (FRA) |
| 31 maart Vierlandentoernooi 1988 Halve finale № 342 «onderlinge duels» 16:30 uur (UTC+2) | Pedro Troglio 18' Diego Maradona 67' |       | 14' Oleksandr Zavarov 15' Hennadii Lytovchenko 62' Oleh Protasov 80' (pen.) Oleh Protasov | Olympiastadion, West-Berlijn Toeschouwers: 25.000 Scheidsrechter: Joël Quiniou (FRA) |

|                                                                                   |                                       |       |             |                                                                                               |
| 2 april Vierlandentoernooi 1988 Finale № 343 «onderlinge duels» 20:15 uur (UTC+2) | Zweden                                | 2 – 0 | Sovjet-Unie | Olympiastadion, West-Berlijn Toeschouwers: 25.000 Scheidsrechter: Marcel Van Langenhove (BEL) |
| 2 april Vierlandentoernooi 1988 Finale № 343 «onderlinge duels» 20:15 uur (UTC+2) | Hans Eskilsson 52' Hans Holmquist 88' |       |             | Olympiastadion, West-Berlijn Toeschouwers: 25.000 Scheidsrechter: Marcel Van Langenhove (BEL) |

|                                                                       |                   |       |                   |                                                                                       |
| 27 april Vriendschappelijk № 344 «onderlinge duels» 16:30 uur (UTC+2) | Tsjecho-Slowakije | 1 – 1 | Sovjet-Unie       | Štadión Spartaka, Trnava Toeschouwers: 22.036 Scheidsrechter: Hubert Forstinger (AUT) |
| 27 april Vriendschappelijk № 344 «onderlinge duels» 16:30 uur (UTC+2) | Lubomír Vlk 62'   |       | 82' Oleh Protasov | Štadión Spartaka, Trnava Toeschouwers: 22.036 Scheidsrechter: Hubert Forstinger (AUT) |

|                                                                 |                                                    |       |                          |                                                                                        |
| 1 juni Vriendschappelijk № 345 «onderlinge duels» 18:30 (UTC+4) | Sovjet-Unie                                        | 2 – 1 | Polen                    | Lokomotiv Stadion, Moskou Toeschouwers: 13.200 Scheidsrechter: Günther Habermann (GDR) |
| 1 juni Vriendschappelijk № 345 «onderlinge duels» 18:30 (UTC+4) | Hennadij Lytovtsjenko 49' Oleh Protasov 77' (pen.) |       | 33' Dariusz Dziekanowski | Lokomotiv Stadion, Moskou Toeschouwers: 13.200 Scheidsrechter: Günther Habermann (GDR) |

| Europees kampioenschap voetbal 1988 |
| ----------------------------------- |

|                                                                    |           |                  |             |                                                                                       |
| 12 juni EK 1988 Groep B № 346 «onderlinge duels» 20:15 uur (UTC+2) | Nederland | 0 – 1            | Sovjet-Unie | Müngersdorfer Stadion, Keulen Toeschouwers: 54.336 Scheidsrechter: Dieter Pauly (FRG) |
| 12 juni EK 1988 Groep B № 346 «onderlinge duels» 20:15 uur (UTC+2) |           | 52' Vasiliy Rats |             | Müngersdorfer Stadion, Keulen Toeschouwers: 54.336 Scheidsrechter: Dieter Pauly (FRG) |

|                                                                    |                   |       |                   |                                                                                          |
| 15 juni EK 1988 Groep B № 347 «onderlinge duels» 20:15 uur (UTC+2) | Sovjet-Unie       | 1 – 1 | Ierland           | Niedersachsenstadion, Hannover Toeschouwers: 38.308 Scheidsrechter: Emilio Soriano (ESP) |
| 15 juni EK 1988 Groep B № 347 «onderlinge duels» 20:15 uur (UTC+2) | Ronnie Whelan 38' |       | 74' Oleh Protasov | Niedersachsenstadion, Hannover Toeschouwers: 38.308 Scheidsrechter: Emilio Soriano (ESP) |

|                                                                    |                |       |                                                                    |                                                                                   |
| 18 juni EK 1988 Groep B № 638 «onderlinge duels» 15:30 uur (UTC+2) | Engeland       | 1 – 3 | Sovjet-Unie                                                        | Waldstadion, Frankfurt Toeschouwers: 48.335 Scheidsrechter: José dos Santos (POR) |
| 18 juni EK 1988 Groep B № 638 «onderlinge duels» 15:30 uur (UTC+2) | Tony Adams 16' |       | 3' Sergej Alejnikov 28' Oleksij Mychajlytsjenko 73' Viktor Pasulko | Waldstadion, Frankfurt Toeschouwers: 48.335 Scheidsrechter: José dos Santos (POR) |

|                                                                         |        |                                            |             |                                                                                   |
| 22 juni EK 1988 Halve finale № 349 «onderlinge duels» 20:15 uur (UTC+2) | Italië | 0 – 2                                      | Sovjet-Unie | Neckarstadion, Stuttgart Toeschouwers: 61.606 Scheidsrechter: Alexis Ponnet (BEL) |
| 22 juni EK 1988 Halve finale № 349 «onderlinge duels» 20:15 uur (UTC+2) |        | 61' Hennadii Lytovchenko 63' Oleh Protasov |             | Neckarstadion, Stuttgart Toeschouwers: 61.606 Scheidsrechter: Alexis Ponnet (BEL) |

|                                                                   |                                      |       |             |                                                                                   |
| 25 juni EK 1988 Finale № 350 «onderlinge duels» 15:30 uur (UTC+2) | Nederland                            | 2 – 0 | Sovjet-Unie | Olympiastadion, München Toeschouwers: 62.770 Scheidsrechter: Michel Vautrot (FRA) |
| 25 juni EK 1988 Finale № 350 «onderlinge duels» 15:30 uur (UTC+2) | Ruud Gullit 32' Marco van Basten 54' |       |             | Olympiastadion, München Toeschouwers: 62.770 Scheidsrechter: Michel Vautrot (FRA) |

|  |  |  |  |  |  |  |  |  |

|                                                                      |         |       |             |                                                                                           |
| 17 augustus Vriendschappelijk № 351 «onderlinge duels» 19:00 (UTC+3) | Finland | 0 – 0 | Sovjet-Unie | Kupittaan Jalkapallostadion, Turku Toeschouwers: 6.758 Scheidsrechter: Jan Damgaard (DEN) |
| 17 augustus Vriendschappelijk № 351 «onderlinge duels» 19:00 (UTC+3) |         |       |             | Kupittaan Jalkapallostadion, Turku Toeschouwers: 6.758 Scheidsrechter: Jan Damgaard (DEN) |

|                                                                       |                         |       |                          |                                                                                   |
| 31 augustus WK 1990 kwalificatie № 352 «onderlinge duels» 18:00 (UTC) | IJsland                 | 1 – 1 | Sovjet-Unie              | Laugardalsvöllur, Reykjavik Toeschouwers: 7.982 Scheidsrechter: Alan Snoddy (NIR) |
| 31 augustus WK 1990 kwalificatie № 352 «onderlinge duels» 18:00 (UTC) | Sigurður Grétarsson 11' |       | 75' Hennadiy Lytovchenko | Laugardalsvöllur, Reykjavik Toeschouwers: 7.982 Scheidsrechter: Alan Snoddy (NIR) |

|                                                                           |                          |       |             |                                                                                  |
| 21 september Vriendschappelijk № 353 «onderlinge duels» 20:00 uur (UTC+2) | West-Duitsland           | 1 – 0 | Sovjet-Unie | Rheinstadion, Düsseldorf Toeschouwers: 16.000 Scheidsrechter: Bruno Galler (SUI) |
| 21 september Vriendschappelijk № 353 «onderlinge duels» 20:00 uur (UTC+2) | Serhii Shmatovalenko 58' |       |             | Rheinstadion, Düsseldorf Toeschouwers: 16.000 Scheidsrechter: Bruno Galler (SUI) |

|                                                                            |                                                  |       |            |                                                                                  |
| 19 oktober WK 1990 kwalificatie № 354 «onderlinge duels» 19:00 uur (UTC+3) | Sovjet-Unie                                      | 2 – 0 | Oostenrijk | Republican Stadion, Kiev Toeschouwers: 95.000 Scheidsrechter: Rune Larsson (SWE) |
| 19 oktober WK 1990 kwalificatie № 354 «onderlinge duels» 19:00 uur (UTC+3) | Oleksii Mykhaylychenko 46' Oleksandr Zavarov 68' |       |            | Republican Stadion, Kiev Toeschouwers: 95.000 Scheidsrechter: Rune Larsson (SWE) |

|                                                        |       |                                               |             |                                                                                        |
| 21 november Vriendschappelijk № 355 «onderlinge duels» | Syrië | 0 – 2                                         | Sovjet-Unie | Abbasiyyinstadion, Damascus Toeschouwers: 40.000 Scheidsrechter: Mohammed Haider (SYR) |
| 21 november Vriendschappelijk № 355 «onderlinge duels» |       | 15' Anatoli Demjanenko 20' Sergey Gorlukovich |             | Abbasiyyinstadion, Damascus Toeschouwers: 40.000 Scheidsrechter: Mohammed Haider (SYR) |

|                                                        |         |                            |             |                                                                                                |
| 23 november Vriendschappelijk № 356 «onderlinge duels» | Koeweit | 0 – 1                      | Sovjet-Unie | Al-Sadaqua Walsalamstadion, Koeweit Toeschouwers: 20.000 Scheidsrechter: Rahdi Al Haddad (KUW) |
| 23 november Vriendschappelijk № 356 «onderlinge duels» |         | 22' Oleksii Mykhaylychenko |             | Al-Sadaqua Walsalamstadion, Koeweit Toeschouwers: 20.000 Scheidsrechter: Rahdi Al Haddad (KUW) |

|                                                        |         |                                         |             |                                                                                                |
| 27 november Vriendschappelijk № 357 «onderlinge duels» | Koeweit | 0 – 2                                   | Sovjet-Unie | Al-Sadaqua Walsalamstadion, Koeweit Toeschouwers: 20.000 Scheidsrechter: Mohammad Shuaib (KUW) |
| 27 november Vriendschappelijk № 357 «onderlinge duels» |         | 45' Oleh Protasov 88' Syarhey Aleynikaw |             | Al-Sadaqua Walsalamstadion, Koeweit Toeschouwers: 20.000 Scheidsrechter: Mohammad Shuaib (KUW) |

### 1989
|                                                                          |                     |       |                                          |                                                                                                |
| 21 februari Vriendschappelijk № 358 «onderlinge duels» 18:00 uur (UTC+2) | Bulgarije           | 1 – 2 | Sovjet-Unie                              | Vasil Levski Nationaal Stadion, Sofia Toeschouwers: 50.000 Scheidsrechter: Klaus Peschel (DDR) |
| 21 februari Vriendschappelijk № 358 «onderlinge duels» 18:00 uur (UTC+2) | Emil Kostadinov 22' |       | 34' Aleksandr Borodjoek 56' Vasiliy Rats | Vasil Levski Nationaal Stadion, Sofia Toeschouwers: 50.000 Scheidsrechter: Klaus Peschel (DDR) |

|                                                                       |                                              |       |             |                                                                                     |
| 22 maart Vriendschappelijk № 359 «onderlinge duels» 20:00 uur (UTC+1) | Nederland                                    | 2 – 0 | Sovjet-Unie | Philips-sportpark, Eindhoven Toeschouwers: 26.200 Scheidsrechter: Joe Worrall (ENG) |
| 22 maart Vriendschappelijk № 359 «onderlinge duels» 20:00 uur (UTC+1) | Marco van Basten 4' Ronald Koeman 85' (pen.) |       |             | Philips-sportpark, Eindhoven Toeschouwers: 26.200 Scheidsrechter: Joe Worrall (ENG) |

|                                                                      |                                                               |       |     |                                                                                   |
| 26 april WK 1990 kwalificatie № 360 «onderlinge duels» 19:00 (UTC+4) | Sovjet-Unie                                                   | 3 – 0 | DDR | Republican Stadion, Kiev Toeschouwers: 100.000 Scheidsrechter: Kenneth Hope (SCO) |
| 26 april WK 1990 kwalificatie № 360 «onderlinge duels» 19:00 (UTC+4) | Igor Dobrovolski 3' Gennady Litovchenko 20' Oleh Protasov 40' |       |     | Republican Stadion, Kiev Toeschouwers: 100.000 Scheidsrechter: Kenneth Hope (SCO) |

|                                                                        |         |                            |             |                                                                                      |
| 10 mei WK 1990 kwalificatie № 361 «onderlinge duels» 16:00 uur (UTC+3) | Turkije | 0 – 1                      | Sovjet-Unie | BJK Inönüstadion, Istanbul Toeschouwers: 34.553 Scheidsrechter: Michel Vautrot (FRA) |
| 10 mei WK 1990 kwalificatie № 361 «onderlinge duels» 16:00 uur (UTC+3) |         | 41' Oleksii Mykhaylychenko |             | BJK Inönüstadion, Istanbul Toeschouwers: 34.553 Scheidsrechter: Michel Vautrot (FRA) |

|                                                                    |                      |       |                       |                                                                                        |
| 31 mei WK 1990 kwalificatie № 362 «onderlinge duels» 19:00 (UTC+4) | Sovjet-Unie          | 1 – 1 | IJsland               | Centraal Leninstadion, Moskou Toeschouwers: 60.654 Scheidsrechter: Timo Keltonen (FIN) |
| 31 mei WK 1990 kwalificatie № 362 «onderlinge duels» 19:00 (UTC+4) | Igor Dobrovolski 65' |       | 86' Halldór Áskelsson | Centraal Leninstadion, Moskou Toeschouwers: 60.654 Scheidsrechter: Timo Keltonen (FIN) |

|                                                                      |                      |       |                     |                                                                                            |
| 23 augustus Vriendschappelijk № 363 «onderlinge duels» 17:00 (UTC+2) | Polen                | 1 – 1 | Sovjet-Unie         | Stadion Zagłębia Lubin, Lubin Toeschouwers: 32.000 Scheidsrechter: Itzhak Ben Itzhak (ISR) |
| 23 augustus Vriendschappelijk № 363 «onderlinge duels» 17:00 (UTC+2) | Dariusz Wdowczyk 60' |       | 30' Sergej Kirjakov | Stadion Zagłębia Lubin, Lubin Toeschouwers: 32.000 Scheidsrechter: Itzhak Ben Itzhak (ISR) |

|                                                                             |            |       |             |                                                                                |
| 6 september WK 1990 kwalificatie № 364 «onderlinge duels» 19:30 uur (UTC+2) | Oostenrijk | 0 – 0 | Sovjet-Unie | Prater-Stadion, Wenen Toeschouwers: 62.500 Scheidsrechter: Keith Hackett (ENG) |
| 6 september WK 1990 kwalificatie № 364 «onderlinge duels» 19:30 uur (UTC+2) |            |       |             | Prater-Stadion, Wenen Toeschouwers: 62.500 Scheidsrechter: Keith Hackett (ENG) |

|                                                                       |                                      |       |                         |                                                                                            |
| 8 oktober WK 1990 kwalificatie № 365 «onderlinge duels» 15:00 (UTC+1) | DDR                                  | 2 – 1 | Sovjet-Unie             | Ernst Thälmannstadion, Karl-Marx-Stadt Toeschouwers: 15.900 Scheidsrechter: Bo Helen (SWE) |
| 8 oktober WK 1990 kwalificatie № 365 «onderlinge duels» 15:00 (UTC+1) | Andreas Thom 81' Matthias Sammer 82' |       | 74' Gennady Litovchenko | Ernst Thälmannstadion, Karl-Marx-Stadt Toeschouwers: 15.900 Scheidsrechter: Bo Helen (SWE) |

|                                                                             |                                            |       |         |                                                                                          |
| 15 november WK 1990 kwalificatie № 366 «onderlinge duels» 19:00 uur (UTC+3) | Sovjet-Unie                                | 2 – 0 | Turkije | RSC Lokomotivstadion, Simferopol Toeschouwers: 28.000 Scheidsrechter: Dieter Pauly (DDR) |
| 15 november WK 1990 kwalificatie № 366 «onderlinge duels» 19:00 uur (UTC+3) | Oleh Protasov 68' Gökhan Keskin 79' (e.d.) |       |         | RSC Lokomotivstadion, Simferopol Toeschouwers: 28.000 Scheidsrechter: Dieter Pauly (DDR) |

CONMEBOL: Bolivia · Chili  · Colombia · Ecuador · Uruguay

UEFA: Albanië · België · Bulgarije · Cyprus · Denemarken · West-Duitsland · Duitse Democratische Republiek · Engeland · Faeröer · Finland · Frankrijk · Griekenland · Hongarije · IJsland · Ierland · Israël · Italië · Joegoslavië ·  Liechtenstein · Luxemburg · Malta · Nederland · Noord-Ierland · Noorwegen · Oostenrijk · Polen · Portugal · Roemenië · San Marino · Schotland ·  Sovjet-Unie ·  Spanje · Tsjecho-Slowakije · Turkije · Wales ·  Zweden · Zwitserland

CAF: Madagaskar

FFUSSR · A-internationals · Bondscoaches · Vrouwenelftal van de Sovjet-Unie · Sovjet-Unie U18 · Sovjet-Unie U16
1920 – 1929 · 
1950 – 1959 · 
1960 – 1969 · 
1970 – 1979 · 
1980 – 1989 · 
1990 – 1992
EK 1960 · 
EK 1964 · 
EK 1968 · 
EK 1972 · 
EK 1976 · 
EK 1980 · 
EK 1984 · 
EK 1988 · 
EK 1992** 
WK 1958 · 
WK 1962 · 
WK 1966 · 
WK 1970 · 
WK 1974 · 
WK 1978 · 
WK 1982 · 
WK 1986 · 
WK 1990
OS 1952 ·
OS 1956 ·
OS 1960 · 
OS 1964 · 
OS 1968 · 
OS 1972 ·
OS 1976 ·
OS 1980 ·
OS 1984 · 
OS 1988
1923 · 
1924 · 
1925 · 
1926–1951 · 
1952 · 
1953 · 
1954 · 
1955 · 
1956 · 
1957 · 
1958 · 
1959 · 
1960 · 
1961 · 
1962 · 
1963 · 
1964 · 
1965 · 
1966 · 
1967 · 
1968 · 
1969 · 
1970 · 
1971 · 
1972 · 
1973 · 
1974 · 
1975 · 
1976 · 
1977 · 
1978 · 
1979 · 
1980 · 
1981 · 
1982 · 
1983 · 
1984 · 
1985 · 
1986 · 
1987 · 
1988 · 
1989 · 
1990 · 
1991 · 
1992** 
Algerije ·
Argentinië ·
België ·
Brazilië ·
Bulgarije ·
Canada ·
Chili ·
China ·
Colombia ·
Costa Rica ·
Cyprus ·
DDR ·
Denemarken ·
Duitsland ·
El Salvador ·
Engeland ·
Finland ·
Frankrijk ·
Griekenland ·
Guatemala ·
Hongarije ·
Ierland ·
IJsland ·
India ·
Iran ·
Israël ·
Italië ·
Japan ·
Joegoslavië ·
Kameroen ·
Koeweit ·
Luxemburg ·
Marokko ·
Mexico ·
Nederland ·
Nieuw-Zeeland ·
Noord-Ierland ·
Noord-Korea ·
Noorwegen ·
Oostenrijk ·
Peru ·
Polen ·
Portugal ·
Roemenië ·
Schotland ·
Spanje ·
Syrië ·
Tsjecho-Slowakije ·
Tunesië ·
Turkije ·
Uruguay ·
Verenigde Staten ·
Wales ·
Zweden ·
Zwitserland
België (1982) ·
Duitsland (1972) ·
Joegoslavië (1960) ·
Nederland (1988) ·
Polen (1982) ·
Spanje (1964)
** = Onder de naam Gemenebest van Onafhankelijke Staten